# Pieter-Jan Postma
Petrus Johannes Postma –conocido como Pieter-Jan Postma– (Heerenveen, 10 de enero de 1982) es un deportista neerlandés que compite en vela en la clase Finn.
Ganó seis medallas en el Campeonato Mundial de Finn entre los años 2007 y 2022, y una medalla de oro en el Campeonato Europeo de Finn de 2016.
Participó en tres Juegos Olímpicos de Verano, entre los años 2008 y 2016, ocupando el cuarto lugar en Londres 2012.

## Palmarés internacional
| \| Campeonato Mundial \| Campeonato Mundial \| Campeonato Mundial \| Campeonato Mundial \| \| Año \| Lugar \| Medalla \| Clase \| \| ------------------ \| ------------------ \| ------------------ \| ------------------ \| \| 2007 \| Cascaes (Portugal) \| Medalla de plata \| Finn \| \| 2011 \| Perth (Australia) \| Medalla de plata \| Finn \| \| 2013 \| Tallin (Estonia) \| Medalla de bronce \| Finn \| \| 2016 \| Gaeta (Italia) \| Medalla de bronce \| Finn \| \| 2018 \| Aarhus (Dinamarca) \| Medalla de bronce \| Finn \| \| 2022 \| Malcesine (Italia) \| Medalla de oro \| Finn \| \| Campeonato Europeo \| \| \| \| \| Año \| Lugar \| Medalla \| Clase \| \| 2016 \| Barcelona (España) \| Medalla de oro \| Finn \| |                    |                   |       |
| Campeonato Mundial |                    |                   |       |
| Año | Lugar              | Medalla           | Clase |
| 2007 | Cascaes (Portugal) | Medalla de plata  | Finn  |
| 2011 | Perth (Australia)  | Medalla de plata  | Finn  |
| 2013 | Tallin (Estonia)   | Medalla de bronce | Finn  |
| 2016 | Gaeta (Italia)     | Medalla de bronce | Finn  |
| 2018 | Aarhus (Dinamarca) | Medalla de bronce | Finn  |
| 2022 | Malcesine (Italia) | Medalla de oro    | Finn  |
| Campeonato Europeo |                    |                   |       |
| Año | Lugar              | Medalla           | Clase |
| 2016 | Barcelona (España) | Medalla de oro    | Finn  |